# قصر الحلوف
قصر الحلوف هو قصر تونسي يقع في ولاية مدنين جنوب تونس، وتحديدًا في مدينة بني خداش. يتميز القصر بتصميمه المعماري البربري التقليدي، الذي يتلاءم مع بيئة المنطقة. يُعتبر قصر الحلوف واحدًا من القصور الصحراوية التي كانت تستخدم لتخزين المحاصيل ولحماية السكان من الظروف البيئية القاسية ومن غزوات الاعداء.
القصر يشتهر ببنيته المدمجة التي تحتوي على العديد من الغرف أو "الغرفات". كما يتميز بتخزينات كانت تستخدم لأغراض متعددة مثل حماية المؤن من الحرارة وحفظها لفترات طويلة.

## موقع
يقع على نتوء صخري يطل على وادي الحلوف، مما يوفر له موقعًا استراتيجيًا متميزًا. يتمحور القصر حول فناء داخلي يمتد على طول أكثر من 130 مترًا.

## تاريخ
عبد الصمد زايد يعتبر قصر الحلوف واحدًا من "القرى البربرية القديمة التي تحولت إلى مخازن"، ويصفه بالقصر القديم الذي يعود تاريخه إلى عدة قرون. يشير زايد إلى أن عمر القصر يتجاوز عدة قرون، وهو ما يتضح من وجود معصرة زيتون قديمة والتقنيات المعمارية المستخدمة في البناء، التي تعود إلى فترة سابقة.
هذا الرأي يتناقض مع تقدير كمال العروسي الذي وضع تاريخ تأسيس القصر في عام 1840، والذي يبدو أنه يخص الجزء الأحدث من القصر فقط، ويُحتمل أن تكون هذه الفترة متعلقة بالتحديثات أو التوسعات التي أُدخلت على المبنى.
في 10 يناير 2020، اقترح الحكومة التونسية إدراج قصر الحلوف كموقع مستقبلي في قائمة التراث العالمي لليونسكو، مما يعكس أهمية هذا الموقع الثقافية والمعمارية. وفي 21 يناير 2021، تم تصنيفه في قامة المعالم الاثرية المصنفة.

## تركيبة المبنى
في عام 2004، أشار كمال العروسي إلى أن قصر الحلوف يحتوي على حوالي 500 غرفة تخزين ، منها 300 غرفة في حالة خراب و100 غرفة تم ترميمها. لكن في 2010، ذكر كل من هيربرت بوب وعبد الفتاح قسمة أن القصر يحتوي على 200 غرفة فقط، موزعة على طابقين، حيث كانت 50 غرفة في حالة جيدة و70 غرفة قد انهارت.
في 2006، تم ترميم جزء من مجمع قصر الحلوف، ولكن رغم ذلك، فإن غالبية الغرف لم تعد تحتوي على أبواب، مما يشير إلى تدهور جزئي في الهيكل والوظائف الأصلية للقصر مع مرور الزمن.

يوجد بعض المعالم المهمة داخل القصر، مثل معصرة الزيت التي كانت تستخدم في الماضي لاستخراج الزيت، إضافة إلى المسجد.

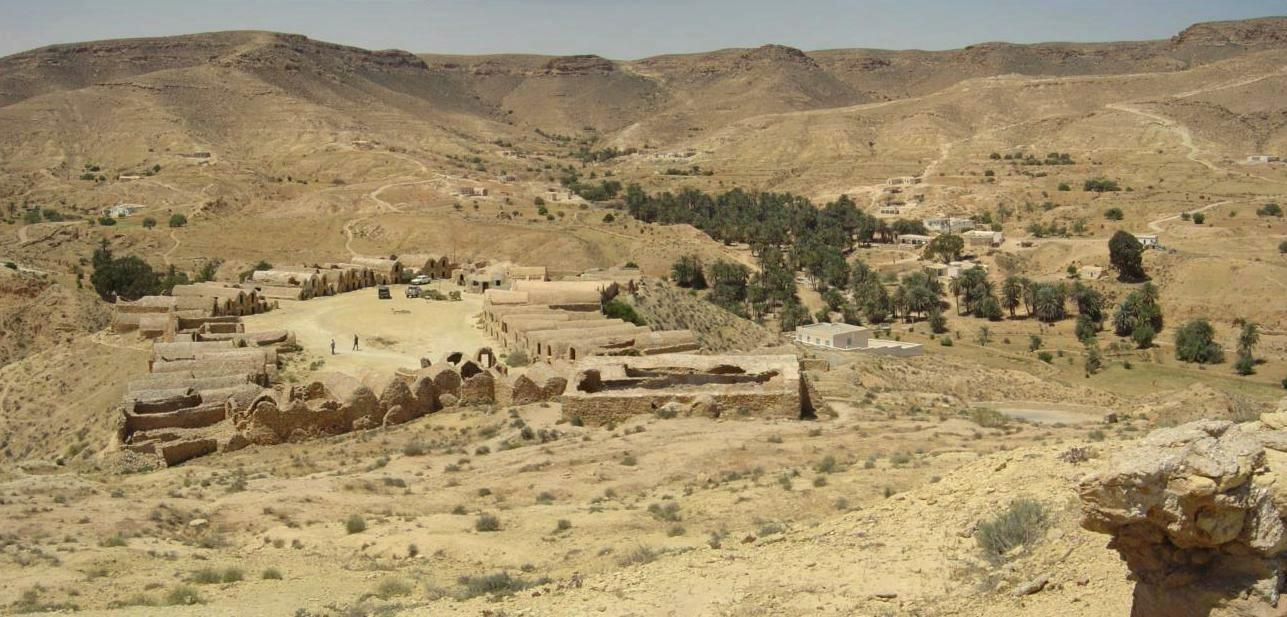
منظر للقصر ومحيطه.
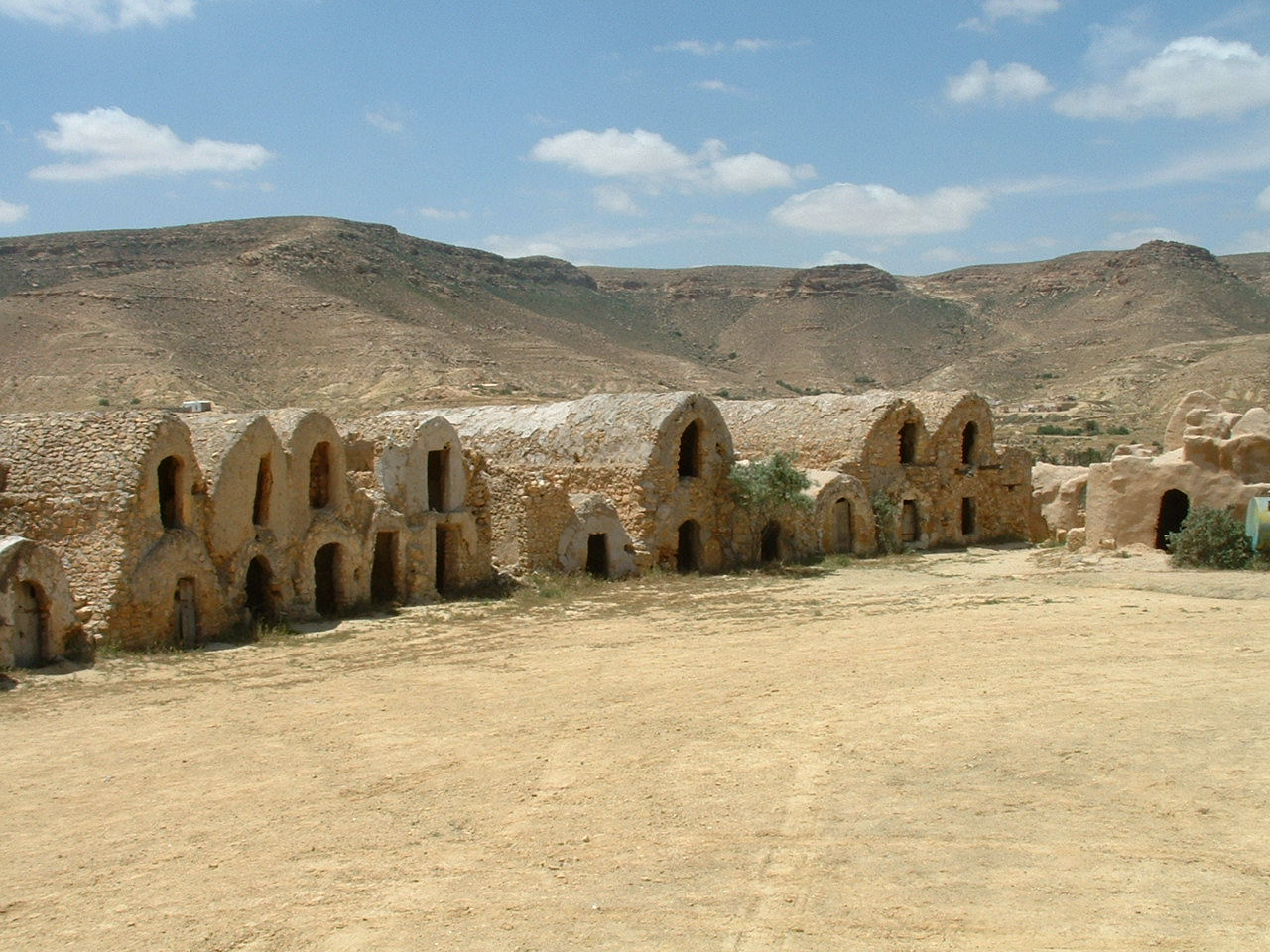
محاذاة الغرف على حافة الفناء.
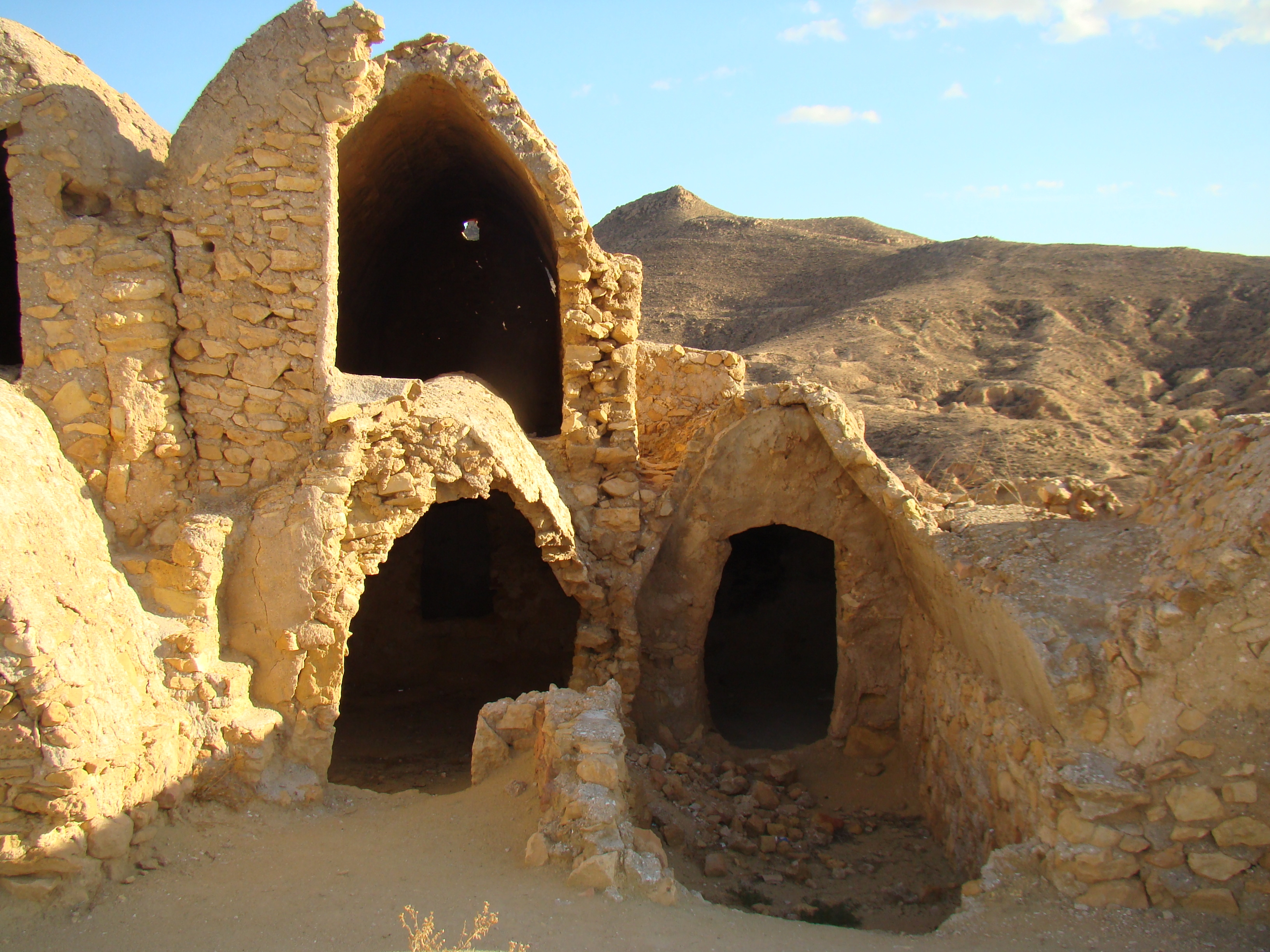
مثال على الغرف المنهارة.

## استخدام
بين 1997 و2004، تم محاولة تحويل قصر الحلوف إلى موقع سياحي يشمل الإقامة، الطعام، و الزيارة. لكن، هذه المحاولة لم تكن ناجحة.

## فهرس
- Hédi Ben Ouezdou (2001). Découvrir la Tunisie du Sud, de Matmata à Tataouine (بالفرنسية). Tunis: Hédi Ben Ouezdou. p. 78. ISBN:978-9-973-31853-4..
- André Louis (1975). Tunisie du sud (بالفرنسية). Paris: Éditions du Centre national de la recherche scientifique. p. 370. ISBN:978-2-222-01642-7..
- Herbert Popp; Abdelfettah Kassah (2010). Les ksour du Sud tunisien (بالفرنسية). Bayreuth: Naturwissenschaftliche Gesellschaft Bayreuth. p. 400. ISBN:978-3-939-14604-9..